# 28e méridien ouest
En géographie, le 28e méridien ouest est le méridien joignant les points de la surface de la Terre dont la longitude est égale à 28° ouest.

## Géographie

### Dimensions
Comme tous les autres méridiens, la longueur du 28e méridien correspond à une demi-circonférence terrestre, soit 20 003,932 km. Au niveau de l'équateur, il est distant du méridien de Greenwich de 3 117 km,.
Avec le 152e méridien est, il forme un grand cercle passant par les pôles géographiques terrestres.

### Régions traversées
En commençant par le pôle Nord et descendant vers le sud au pôle Sud, Le 28e méridien ouest passe par:
| Coordonnées          | Pays, territoire ou mer      | Notes |
| -------------------- | ---------------------------- | --- |
| 90° 00′ N, 28° 00′ O | Océan Arctique               | |
| 83° 28′ N, 28° 00′ O | Groenland                    | Nord de la Terre de Peary |
| 83° 09′ N, 28° 00′ O | Fjord Frederick E. Hyde (en) | |
| 83° 05′ N, 28° 00′ O | Groenland                    | Sud de la Terre de Peary |
| 82° 11′ N, 28° 00′ O | Fjord Indépendance           | |
| 82° 02′ N, 28° 00′ O | Groenland                    | Île principale, Terre de Milne et à nouveau l'Île principale |
| 68° 35′ N, 28° 00′ O | Océan Atlantique             | |
| 39° 05′ N, 28° 00′ O | Portugal                     | Île de Graciosa, Açores |
| 39° 01′ N, 28° 00′ O | Océan Atlantique             | |
| 38° 39′ N, 28° 00′ O | Portugal                     | Île de São Jorge, Açores |
| 38° 36′ N, 28° 00′ O | Océan Atlantique             | Passe juste à l'est de l'île de Pico, Açores, Portugal (à 38° 25′ N, 28° 02′ O) Passe juste à l'est de l'île de Leskov, Géorgie du Sud-et-les îles Sandwich du Sud (à 56° 40′ S, 28° 09′ O) |
| 60° 00′ S, 28° 00′ O | Océan Austral                | |
| 76° 13′ S, 28° 00′ O | Antarctique                  | Liste des territoires revendiqués à la fois par l' Argentine (Antarctique argentin) et le Royaume-Uni (Territoire antarctique britannique)                                                  |